# ألبرتينو بيريرا
ألبرتينو بيريرا (بالبرتغالية: Albertino Pereira‏) هو لاعب كرة قدم برتغالي في مركز الهجوم، ولد في 23 يناير 1950 في بورتو في البرتغال. شارك مع منتخب البرتغال لكرة القدم. أما مع النوادي، فقد لعب مع نادي بوافيشتا ونادي بورتو ونادي ليتشويس ونادي ماريتيمو.

## وصلات خارجية
- ألبرتينو بيريرا على موقع قاعدة بيانات كرة القدم.إي يو (الإنجليزية)
- ألبرتينو بيريرا على موقع ناشيونال فوتبول تيمز (الإنجليزية)
- ألبرتينو بيريرا على موقع عالم كرة القدم.نت (الإنجليزية)